# Maria Cioncan
Maria Cioncan (Maieru, 19 juni 1977 – Pleven, 21 januari 2007) was een Roemeense middellange afstandatlete.
Zij verwierf vooral bekendheid door haar bronzen medaille op de 1500 m tijdens de Olympische Spelen van 2004 in Athene. Kampioene werd daar de Britse Kelly Holmes, het zilver ging naar de Russin Tatjana Tomaschowa. Cioncan kwam tijdens genoemde Spelen tot haar beste persoonlijke prestaties op de 800 en 1500 m.
Van haar seizoen in 2005 is weinig meer bekend dan haar deelname aan de SPAR Europa Cup wedstrijd in Florence, Italië. Ze won er de 800 m (2.00,88) en werd tweede op de 1500 m (4.07,39). Haar laatste optreden op internationaal niveau was in 2006 haar deelname aan de Wereldkampioenschappen Indoor in Moskou, waar zij er in de series 800 m niet in slaagde om zich voor de finale te plaatsen. Eerder dat seizoen had zij op deze afstand 2.01,70 gerealiseerd.
Op 21 januari 2007 kwam Maria Cioncan bij een auto-ongeluk in de buurt van Pleven in Bulgarije om het leven. Op de terugweg van een trainingskamp in Griekenland raakte zij met haar auto van de weg en botste tegen een boom. Maria Cioncan was op slag dood.

## Titels
- Roemeens kampioen 800 m (outdoor) - 2003
- Roemeens kampioen 1500 m (outdoor) - 2003, 2004
- Roemeens kampioen 800 m (indoor) - 2006
- Roemeens kampioen 1500 m (indoor) - 2006

## Persoonlijke records
| Onderdeel | Prestatie | Datum            | Plaats            |
| --------- | --------- | ---------------- | ----------------- |
| 800 m     | 1.59,44   | 21 augustus 2004 | Athene            |
| 1.000 m   | 2.38,91   | 25 juni 2005     | Boekarest         |
| 1.500 m   | 3.57.71   | 2002             |                   |
| 2.000 m   | 5.53,16   | 17 juni 2001     | Villeneuve-d'Ascq |
| 3.000 m   | 8.57,71   | 10 juni 2002     | Athene            |

## Golden League-podiumplekken
1500 m
- 2002:  Bislett Games – 4.03,55
- 2002:  Meeting Gaz de France – 4.05,64